# Attica
Attica (greacă Αττική Attikí) este una din cele 13 regiuni (denumite și "Periferii" sau "Districte") ale Greciei, fiind subdivizată în 4 prefecturi: Atena, Pireu, Attica de Est și Attica de Vest. Capitala provinciei și a Greciei este orașul Atena.